# الساندرو زامپرینی
الساندرو زامپرینی (انگلیسی: Alessandro Zamperini؛ زادهٔ ۱۵ اوت ۱۹۸۲) بازیکن فوتبال اهل ایتالیا است.
از باشگاه‌هایی که در آن بازی کرده‌است می‌توان به باشگاه فوتبال پورتسموث، باشگاه فوتبال مودنا، باشگاه فوتبال آسکولی، باشگاه ورزشی لاتزیو، باشگاه فوتبال آ.اس. رم، باشگاه فوتبال ونتسپیلس، باشگاه فوتبال وستهام یونایتد، و باشگاه فوتبال ترنانا اشاره کرد.